# Cantharellus ianthinoxanthus
Cantharellus ianthinoxanthus (René Maire, 1911 ex Robert Kühner, 1947) din încrengătura Basidiomycota, în familia Cantharellaceae și de genul Cantharellus este o specie de ciuperci comestibile rară care coabitează, fiind un simbiont micoriza (formează micorize pe rădăcinile arborilor). Ea este foarte des confundată cu Cantharellus melanoxeros. O denumire populară nu este cunoscută. Buretele trăiește în România, Basarabia și Bucovina de Nord în grupuri, deseori în smocuri cu bazele de tulpină topite, în pădurile de fag luminoase, calde precum la marginile lor, pe soluri argiloase, moderat până la ușor acide peste fliș, adesea împreună cu afinele. Timpul apariției este din (iulie) august până în septembrie (octombrie).

## Taxonomie

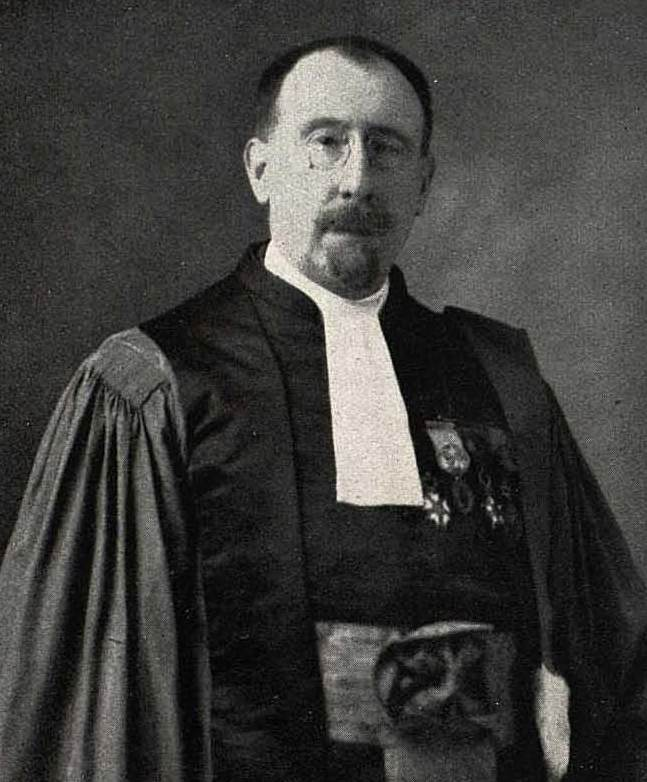
René Maire

Numele binomial Cantharellus cibarius var.  ianthinoxanthus a fost definit de micologul francez (René Maire în volumul 27 al jurnalului micologic Bulletin Trimestriel de la Société Mycologique de France din 1911.
Apoi, în 1947, compatriotul lui Maire, anume Robert Kühner a determinat ciuperca drept specie independentă, de valorificat în volumul 2 al jurnalului științific Annales scientifiques de Franche-Comté, unui organ al Universități din Besançon, fiind și numele curent valabil (2025).
Apoi, în anul 2000, micologul spaniol (catalan) Miquel Àngel Pérez-De-Gregorio Capella (n. 1963) a transferat specia la genul Craterellus sub păstrarea epitetului, de verificat în cartea sa Bolets de Catalunya. Această denumire a fost preluată repede în general și mai este folosită din când în când. 
Dar s-a dovedit, că această ciupercă este de genul Cantharellus și în urmă, numele actual valabil este, conform Index Fungorum și MycoBank din nou denumirea lui Kühner.
Taxonul Cantharellus ianthinoxanthus este cel valabil în prezent (2025), denumirea lui Miquel Àngel Pérez-De-Gregorio Capella a rămas doar sinonim, deși tot mai apare în multe cărți micologice.
Epitetul specific se trage din cuvintele grecești vechi (greacă veche υάκινθος=de culoarea hiacinților), și (greacă veche Ξανθός=(a face) galben-auriu), datorită aspectului.

## Descriere
- Pălăria: relativ groasă, inițial foarte mică și doar puțin proeminentă din tulpină, apoi cu un diametru de 2-7  cm și, este mai întâi plată mai târziu adâncită în formă de pâlnie și uneori străpunsă de o despicătură îngustă în mijloc cu marginea îndoit ondulată, la bătrânețe încrețită, zbârcită. Cuticula mată, glabră, se prezintă mai ales la margine ușor brăzdată sau cu gropițe mici. Are o culoare variabilă, în funcție de vârsta sa poate fi galben de lămâie sau aproape albicioasă atunci când ciuperca este tânără și bine umezită sau uneori maro-roz deschis. Odată cu înaintarea în vârstă, galbenul se transformă adesea într-un portocaliu bogat, înainte ce culoarea să se schimbe într-un galben-ocru până la maroniu-ocru, atunci când corpurile fructului sunt complet mature. Când este rănită sau la punctele de presiune, specia devine cenușie până la negricioasă după o perioadă mai lungă de așteptare.
- Himenoforul: are stinghii destul de subtil pronunțate, dar totuși clar vizibile, nervurat-ridate in partea aparținând pălăriei, apoi șifonate, puternic și repetat bifurcate, anastomozate, legate între ele prin vene transversale, în partea marginală uneori aproape poroase. Ele decurg departe în jos pe tulpină, pierzând aici relieful, fiind adică netede, dar clar detașate de partea sterilă a tulpinii prin culoare și suprafața mată. Spre deosebire de pălărie și tulpină, coloritul himenului este inițial cenușiu-violet, apoi liliac-roz și în cele din urmă maro-roz, având întotdeauna o nuanță violetă distinctă.
- Piciorul: neted, uneori încrețit, compact și ferm, atinge o lungime de până la 6 cm și un diametru de până la 2 cm, este solid, oarecum neregulat, adesea îndoit, niciodată tubular pe dinăuntru, foarte des îngroșat spre vârf, îmbinându-se perfect în pălărie, dar, de asemenea, uneori oarecum umflat în partea inferioară și scurt ascuțit la baza exterioară. Este tipic pentru specie că mai multe corpuri fructifere cresc adesea dintr-o singură bază de tulpină. Ca și pălăria, are un colorit gălbui, portocaliu, uneori mai maroniu.
- Carnea: maro-roz deschisă sau maro de  plută, adesea mai închisă la culoare în pereții piciorului este aproape higrofană, oarecum fragilă, nu elastic-dură. După tăiere, devine după mai mult timp cenușie până la negricioasă. Specia are mirosul tipic fructuos de gălbior precum un gust plăcut și blând, niciodată amar sau picant..[3][4]
- Caracteristici microscopice: are spori ovoidali până la slab elipsoidali, apiculați, gutulați, cu un conținut granular, având o mărime de 8,3-11,1 x 6,5-7,5 (8) microni. Pulberea lor care apare în mase este albă. Basidiile hialine alungite, clavate, infibulate cu patru sterigme fiecare, au o dimensiune de 100,5 (111,2) x (8,9) 10,5 microni. Prezintă un sistem de hife monomitice cu hife subhimeniale de 4-7,9 µm, unite cu anse. Îmbinări cu catarame sunt prezente.[10][11]
- Reacții chimice: nu sunt cunoscute.

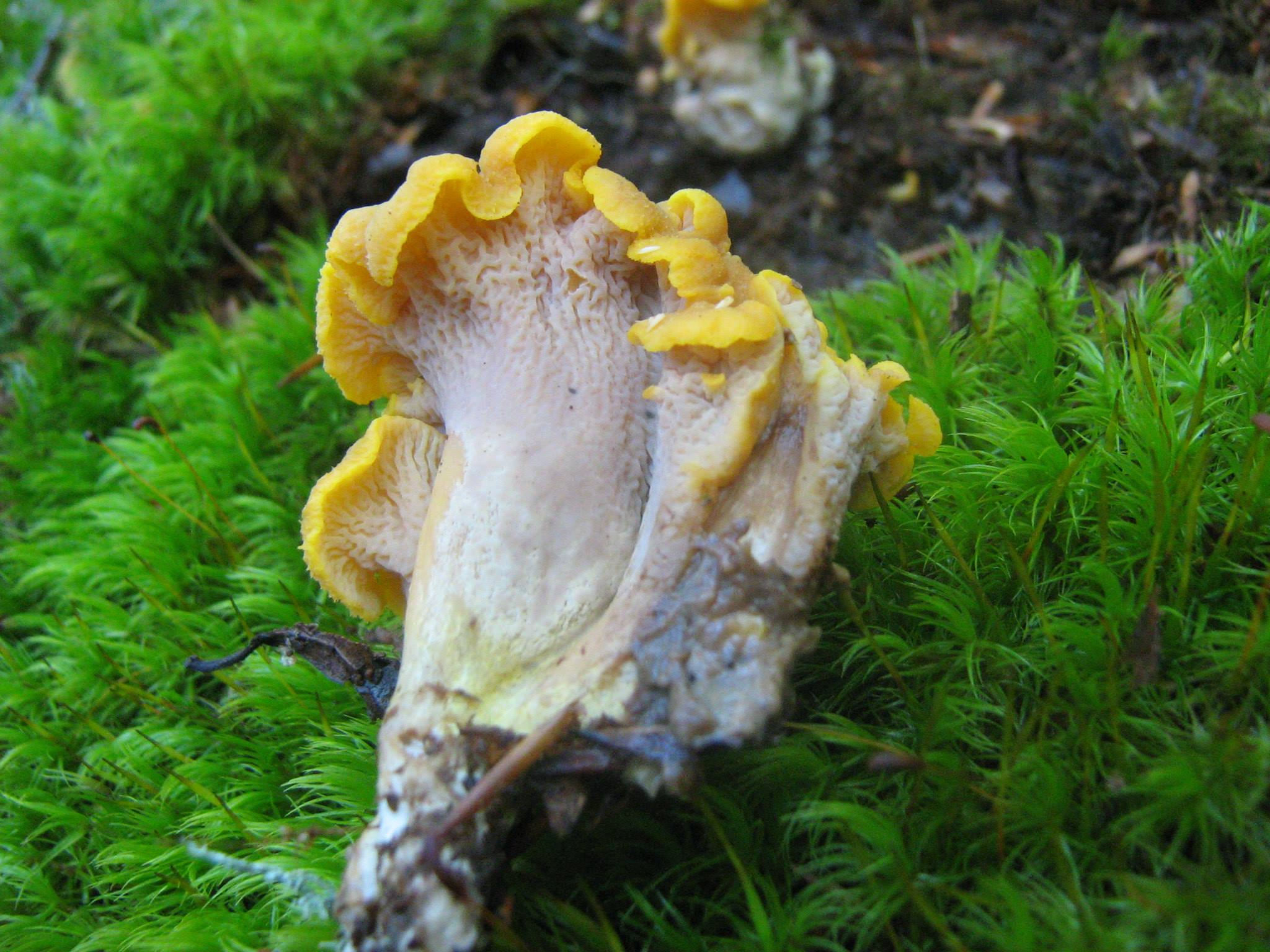
C. ianthinoxanthus, stinghii și picior din apropiere
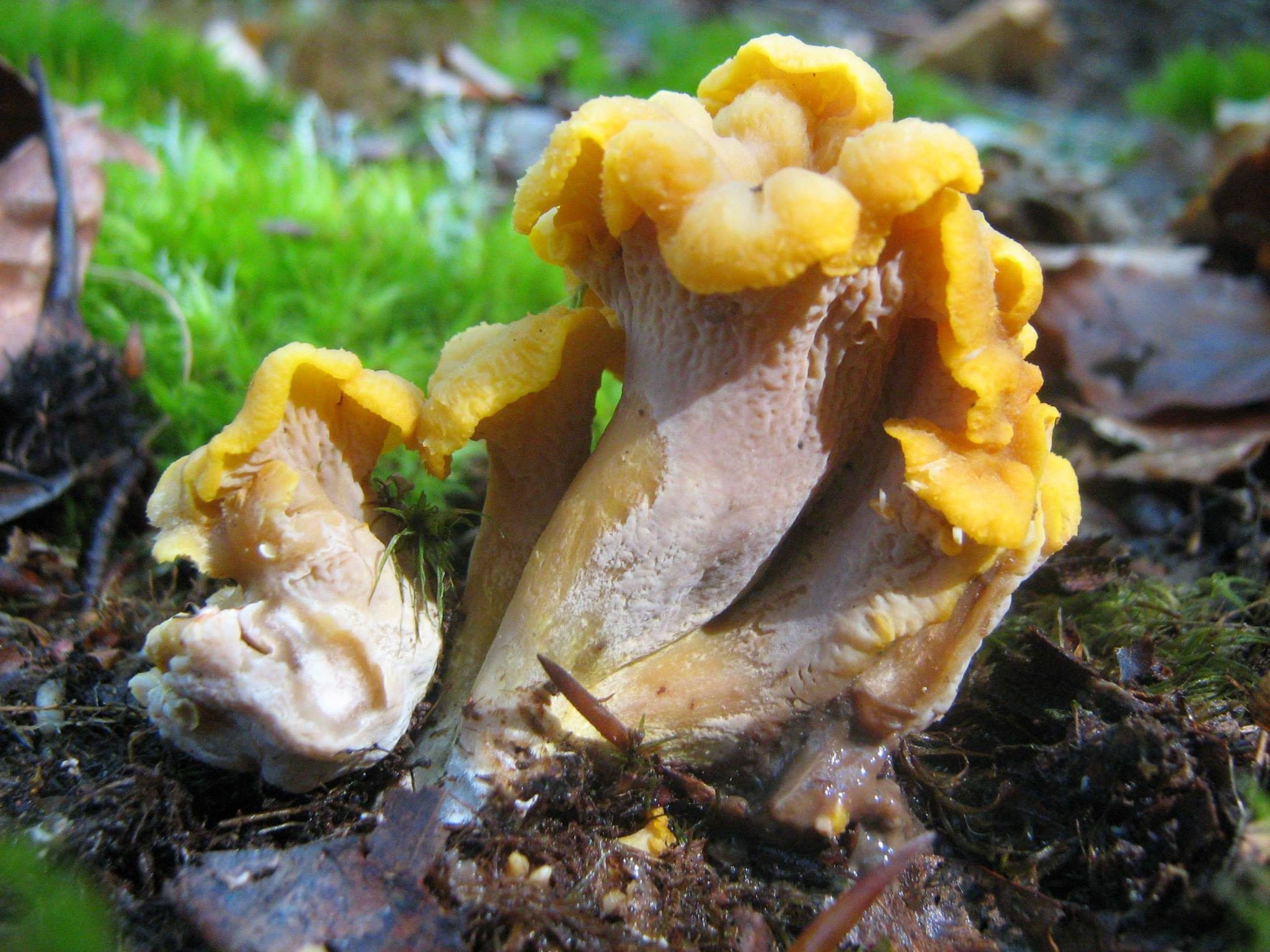
C. ianthinoxanthus maturi
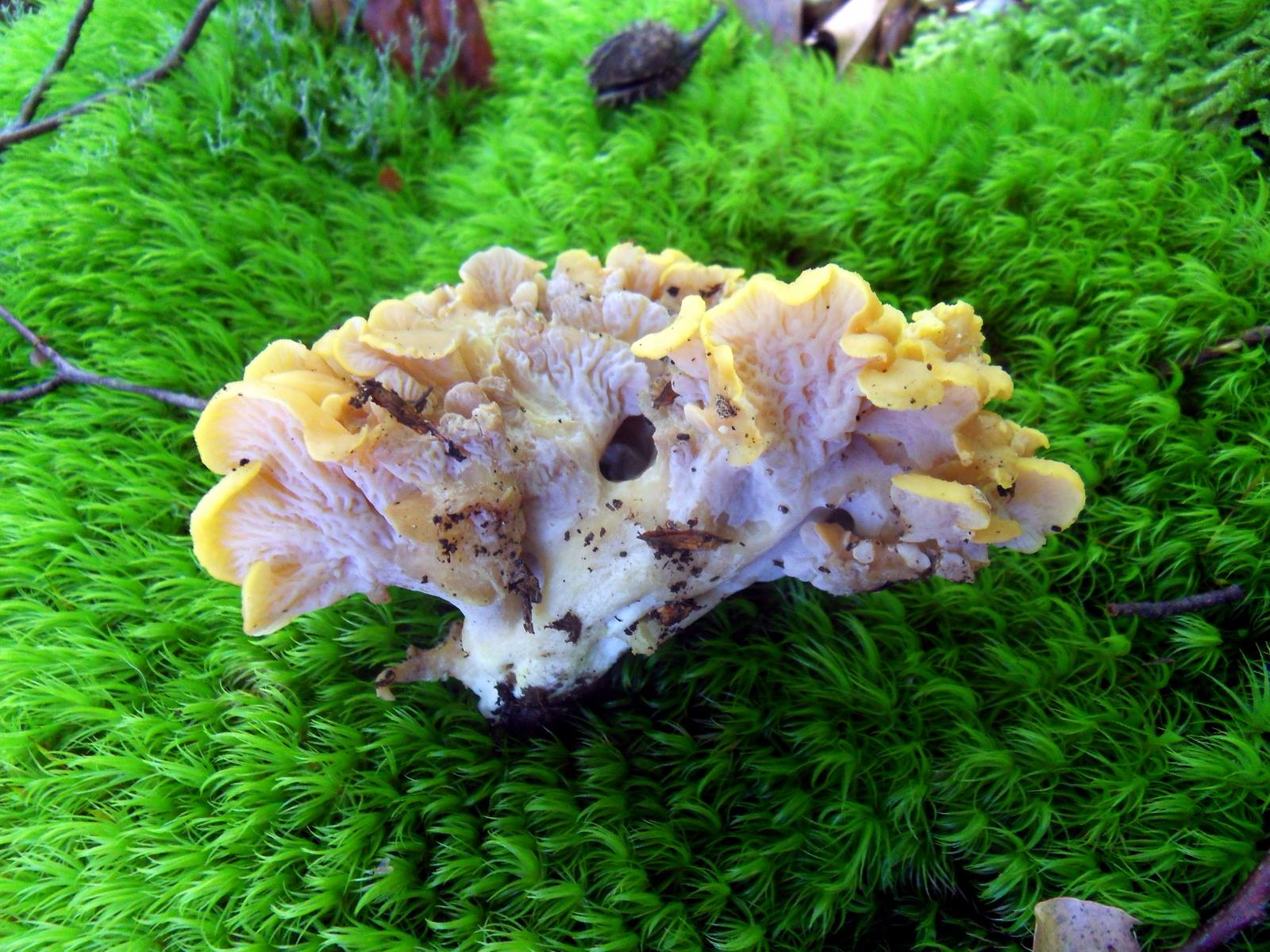
C. ianthinoxanthus, tufă mare

## Confuzii
Acest burete poate fi confundat de exemplu cu Cantharellus amethysteus, Cantharellus cibarius, Cantharellus ferruginascens, Cantharellus friesii, Cantharellus melanoxeros sin.Craterellus melanoxeros (foarte gustos), Cantharellus pallens, Craterellus cornucopioides var. konradii, Craterellus lutescens sin. Cantharellus lutescens (crește și împreună cu trompeta căprioarei în același loc), Craterellus sinuosus sin. Pseudocraterellus undulatus, Craterellus tubaeformis var. Cantarellus tubaeformis, 

## Ciuperci asemănătoare în imagini

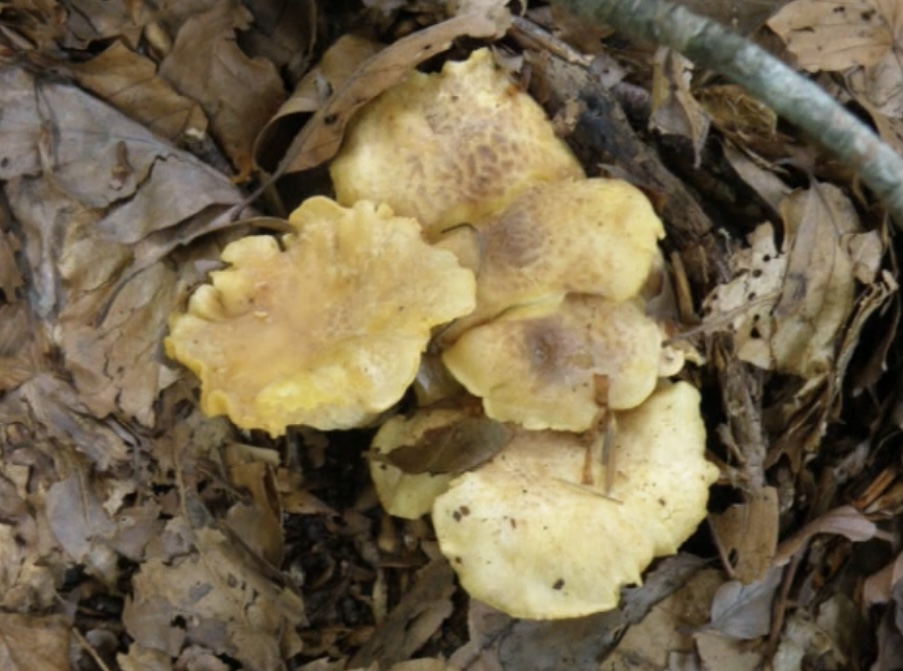
Cantharellus amethysteus
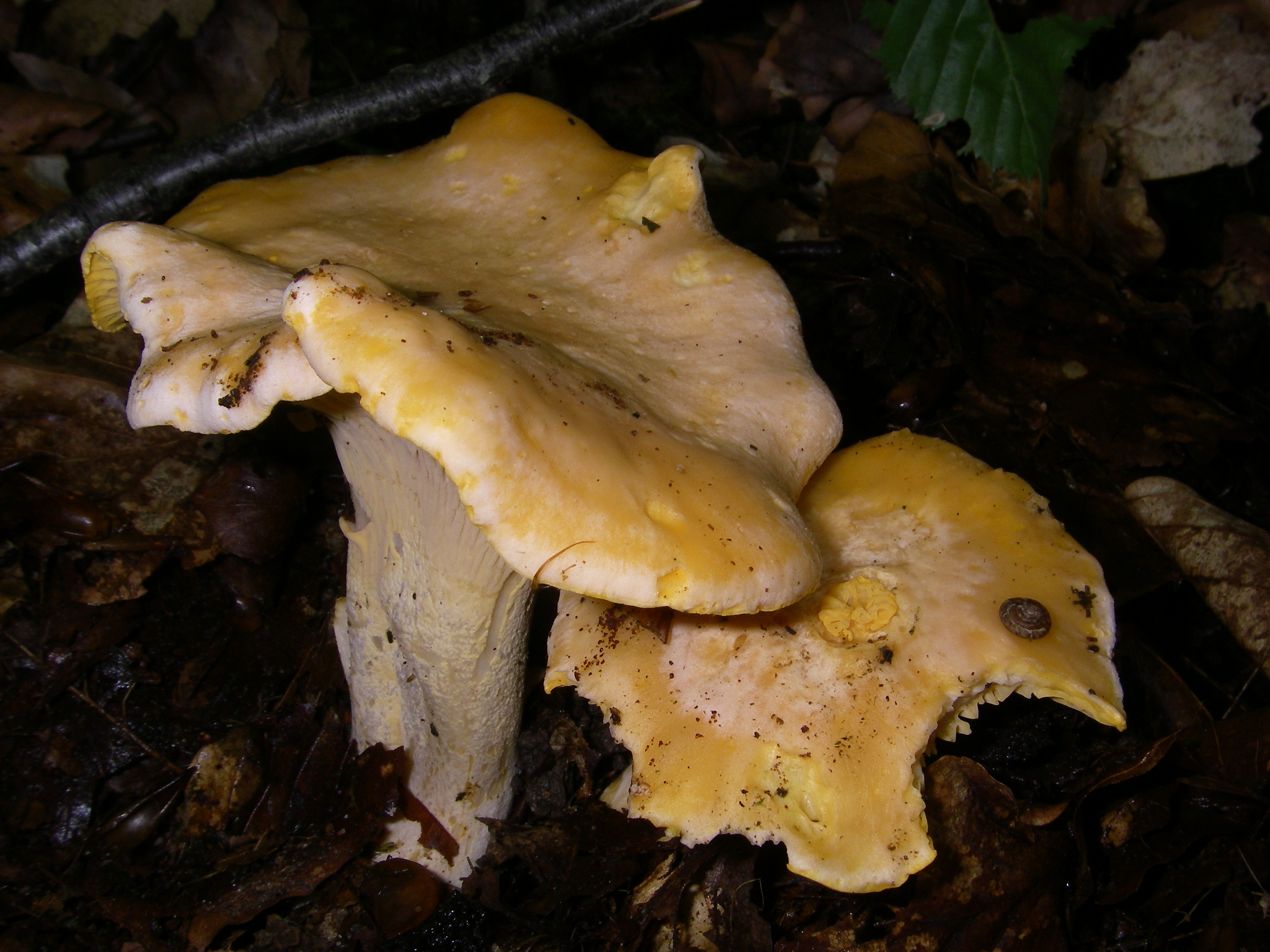
Cantharellus cibarius
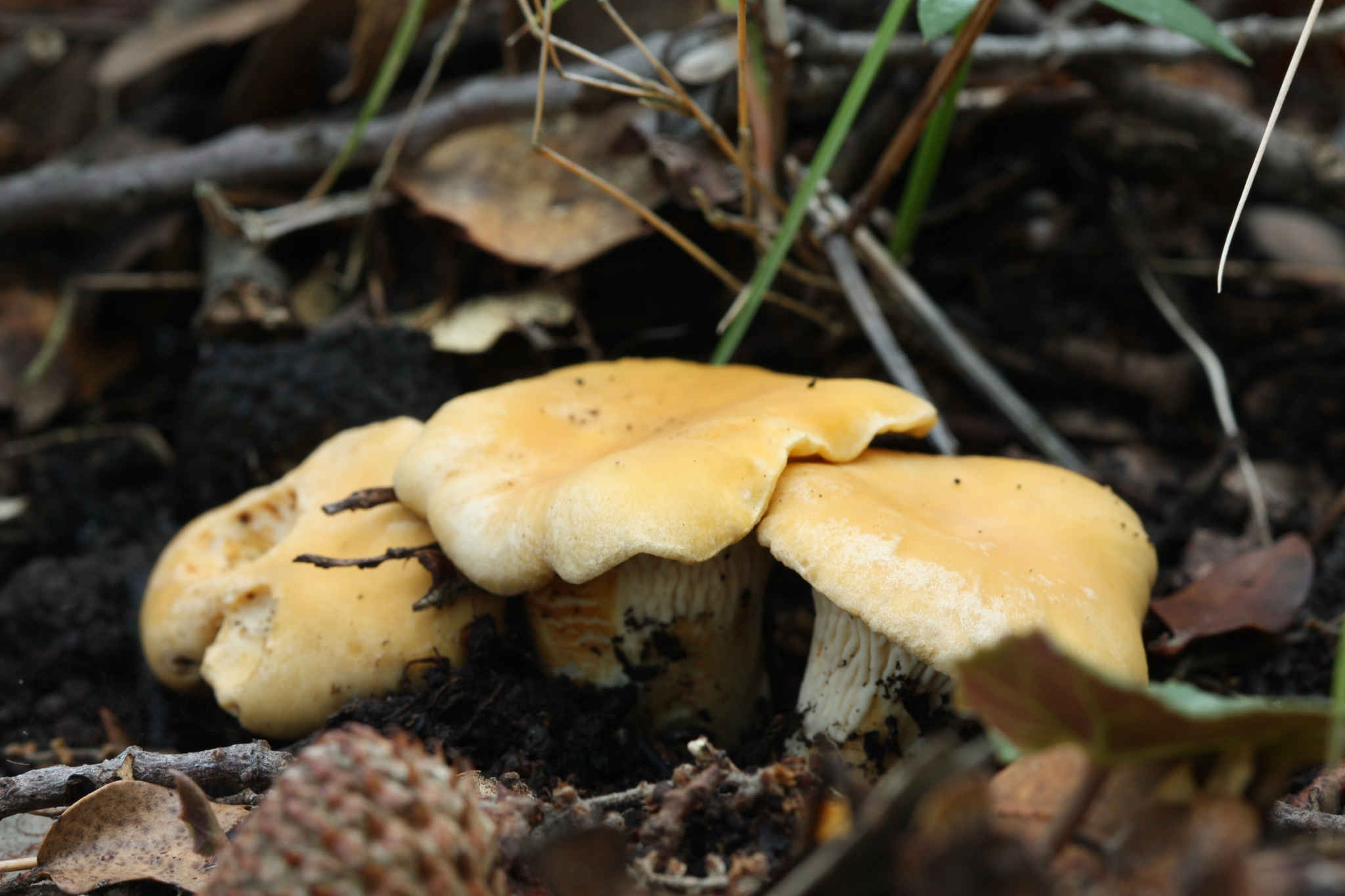
Cantharellus ferruginascens
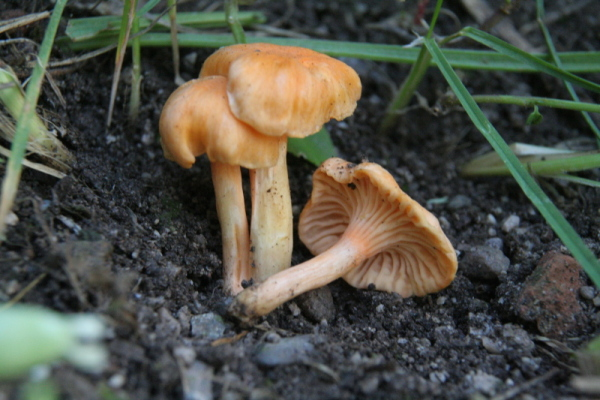
Cantharellus friesii
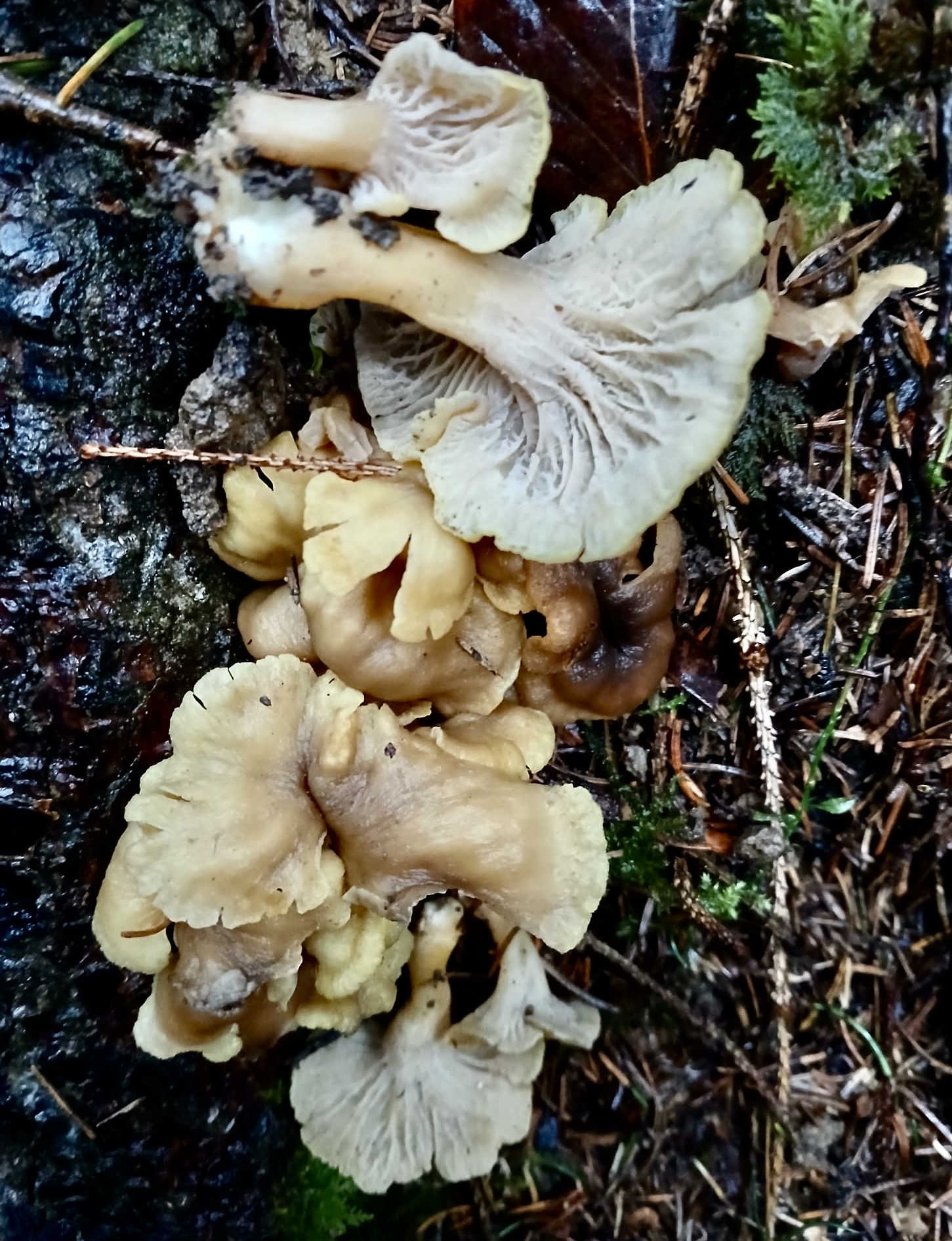
Cantharellus melanoxeros

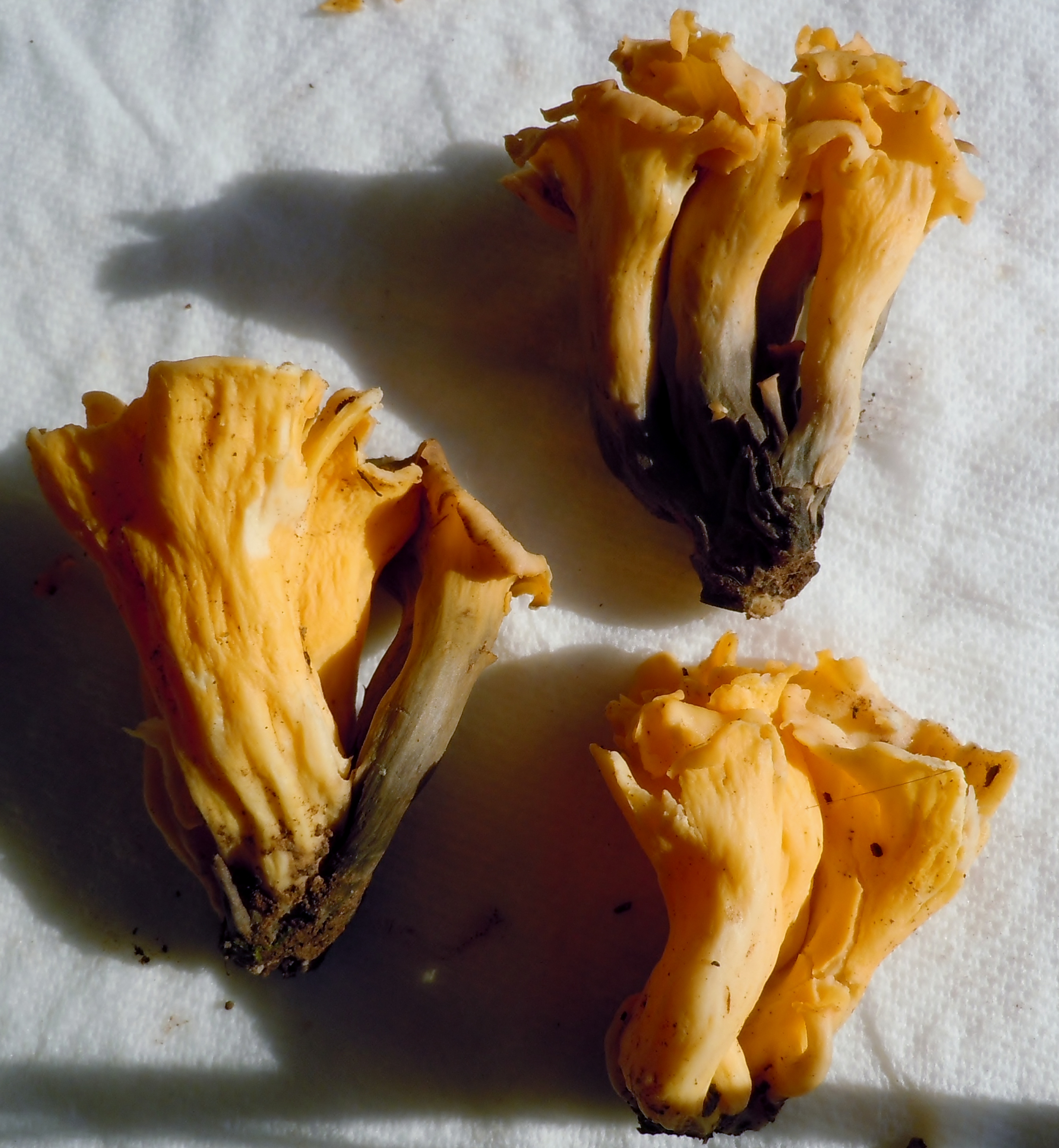
Craterellus cornucopioides var. konradii
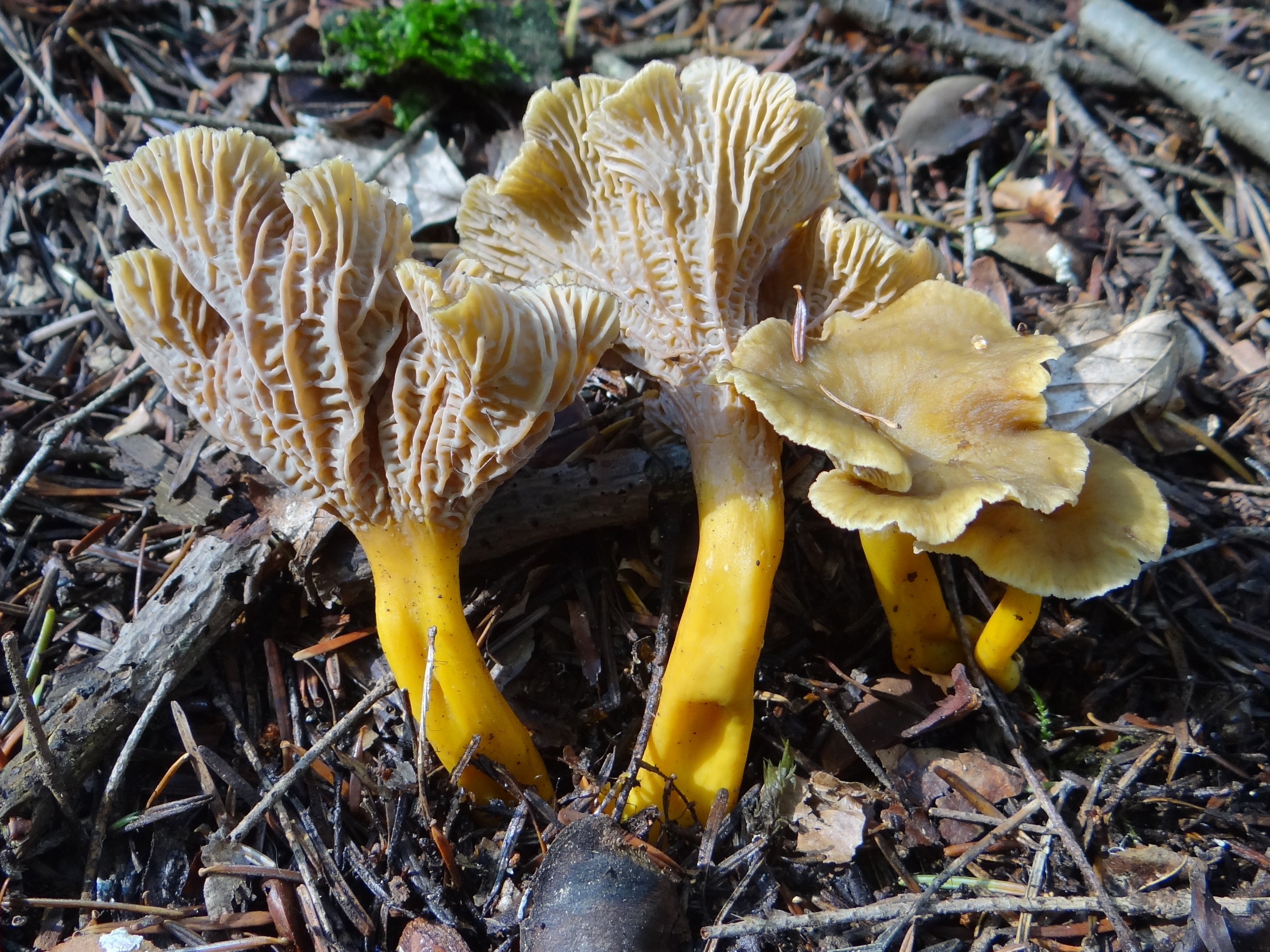
Craterellus lutescens
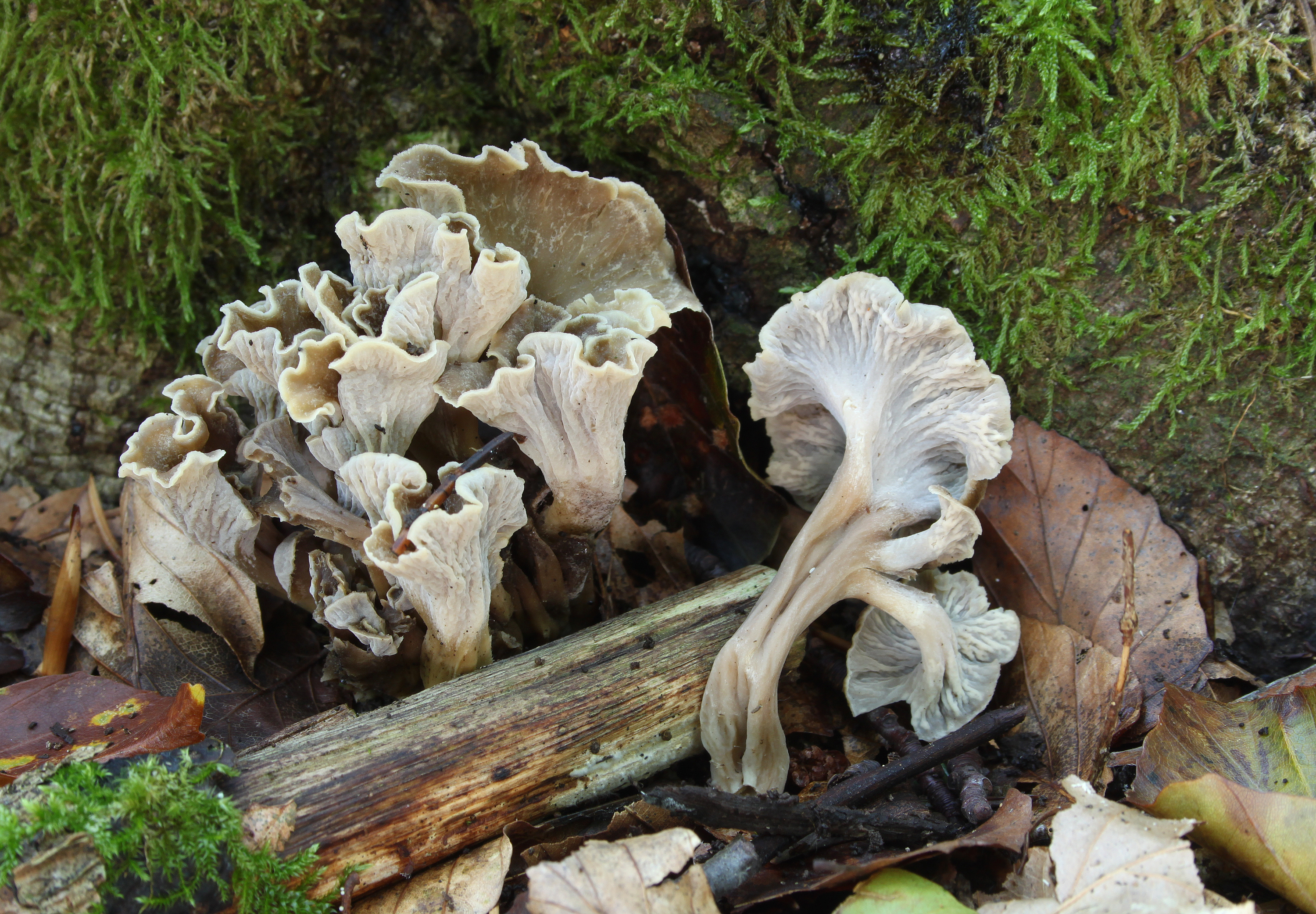
Craterellus sinuosus sin. Pseudocraterellus undulatus
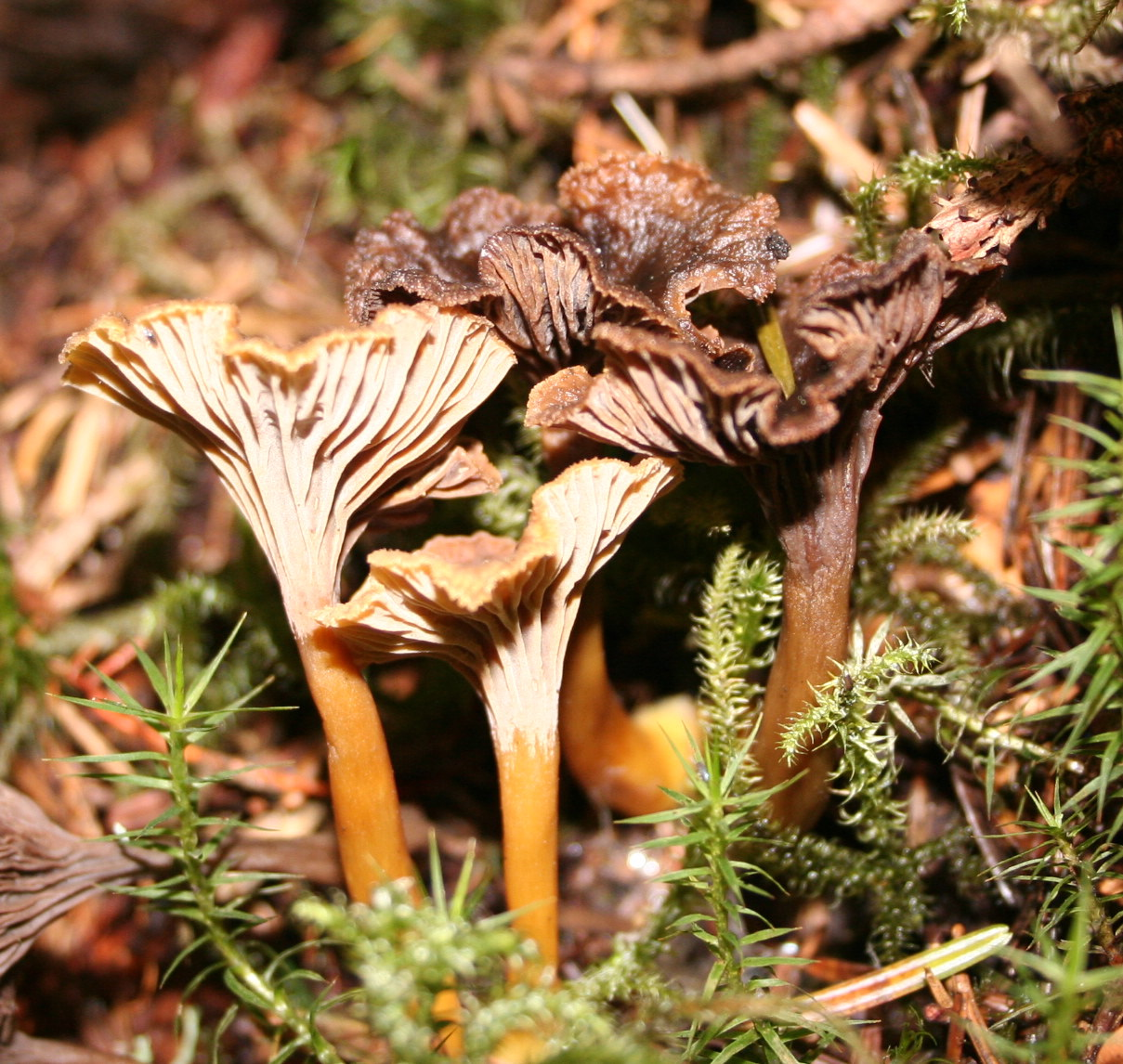
Craterellus tubaeformis sin. Cantarellus tubaeformis

## Valorificare
Cantharellus ianthinoxanthus este o ciupercă comestibilă delicioasă care a fost întotdeauna rară. În prezent habitatele sale sunt adițional deosebit de amenințate prin acidificare și îmbogățirea pământului cu nutrienți. Are o aromă de gălbior deosebit de intensă. Dar cu siguranță ar trebui să fie protejată și cruțată datorită rarității sale. Toate descoperirile speciei ar trebui să rămână în habitat fără excepție. Este clasificată în Lista Roșie ca pe cale de dispariție.